# Bosque da Barra
Pour les articles homonymes, voir Bosque.
Le Parque Natural Municipal Bosque da Barra est une zone de conservation et de loisirs de 50 hectares située dans le district de Barra da Tijuca, à Rio de Janeiro, au Brésil.

## Emplacement
Le parc est situé à l'ouest de la ville de Rio de Janeiro, à peu près au centre du quartier de Barra da Tijuca, à l'ouest de la Cidade das Artes. Il y a aussi un arrêt de bus du même nom sur le système de transport rapide par bus Transcarioca - Rio de Janeiro - à l'ouest de l'entrée.
Barra da Tijuca, ainsi que certains quartiers voisins de Rio de Janeiro, appartiennent à la Baixada de Jacarepaguá, une plaine côtière d'une superficie d'environ 140 km² . La zone était dominée jusqu'à l'urbanisation par une plaine marécageuse en partie sablonneuse avec des lacs saumâtres, des zones humides, des forêts de mangroves et des rivières. Bon nombre des plus grands lacs existent encore aujourd'hui.

## Parc
Le parc a été créé par décret en juin 1983. La seule entrée du parc est au sud, il y a aussi un parking pour environ 150 voitures. Le parc est divisé en deux parties : à l'est se trouve la partie ouverte au public. Elle a une grande valeur récréative, avec des sentiers pavés, des sections boisées, des avenues, des terrains de volley-ball et de football, des aires de bronzage au bord du lac, des aires de jeux et des toilettes. L'ouest, en revanche, est dominé par une zone humide dans laquelle la végétation originelle de l'endroit a été préservée ou recréée. Cette zone abrite des caïmans, des capybaras, des paresseux et des ouistitis, entre autres. Il est possible de se promener dans la zone humide sur un chemin pavé.
Il y a aussi un centre d'éducation environnementale dans le parc, qui organise diverses activités avec les enfants, ainsi que des visites, des conférences et des expositions.

## Végétation
La végétation du parc se compose principalement d'arbustes, d'arbres à tiges fines et de mangroves. Le parc a préservé la végétation d'origine qui prévalait près de l'océan Atlantique dans la région de Barra da Tijuca. Certaines parties de cette végétation telle qu'elle apparaît aujourd'hui peuvent également être décrites comme des mangroves sèches car nombre de leurs racines ne sont plus constamment dans l'eau.

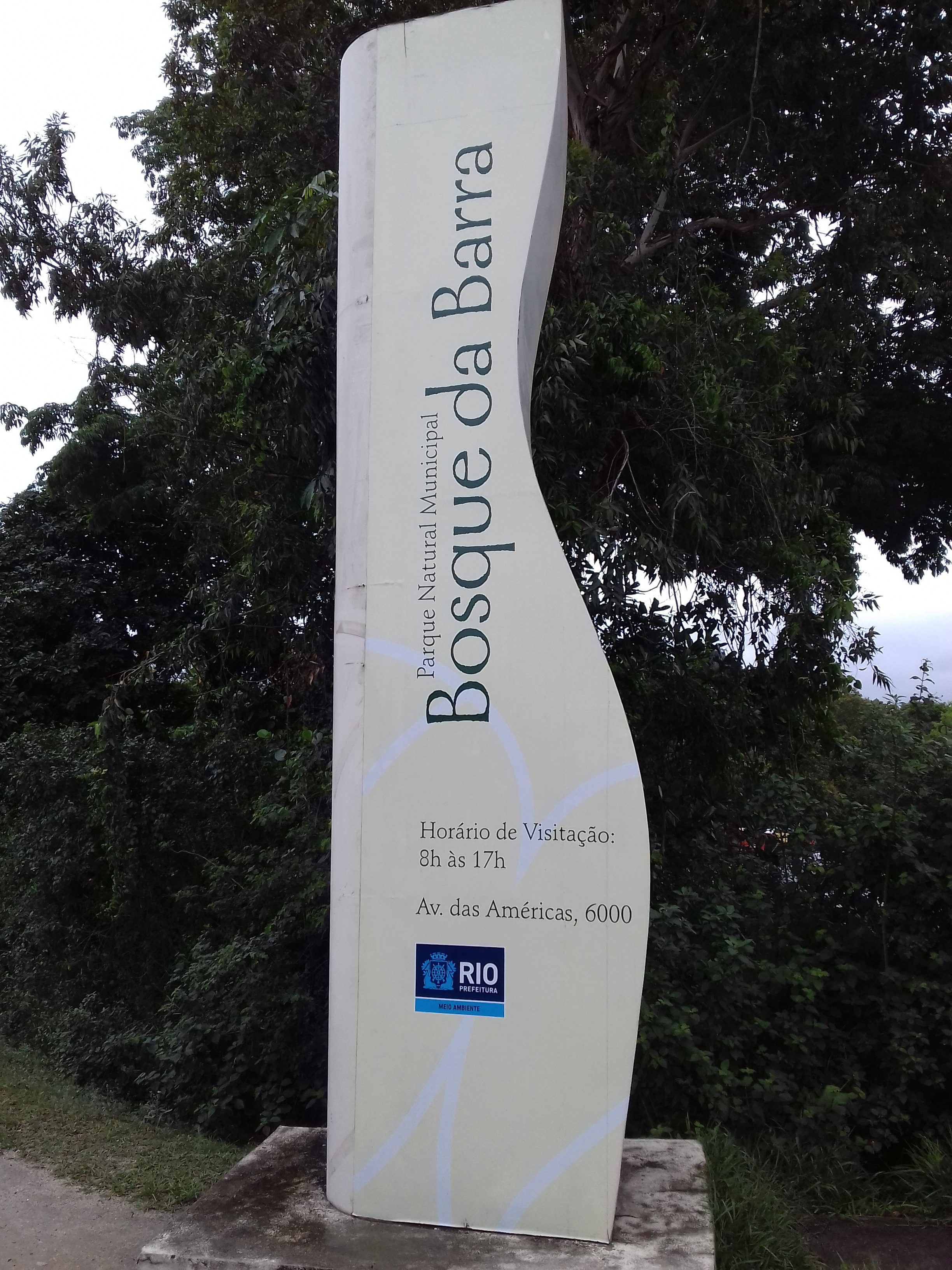
Panneau d'entrée au parc
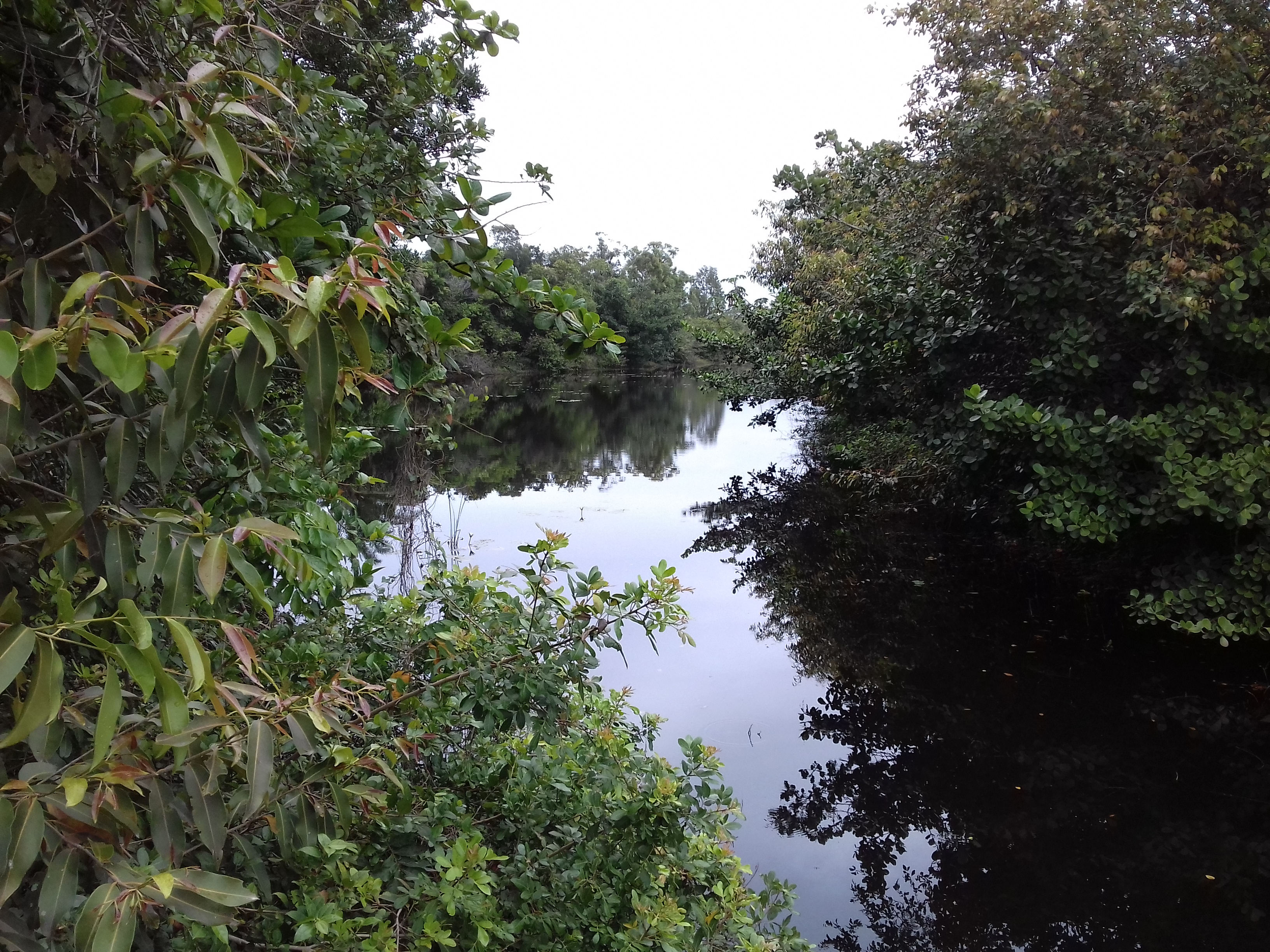
Partie naturelle du parc, habitat des alligators et capybara
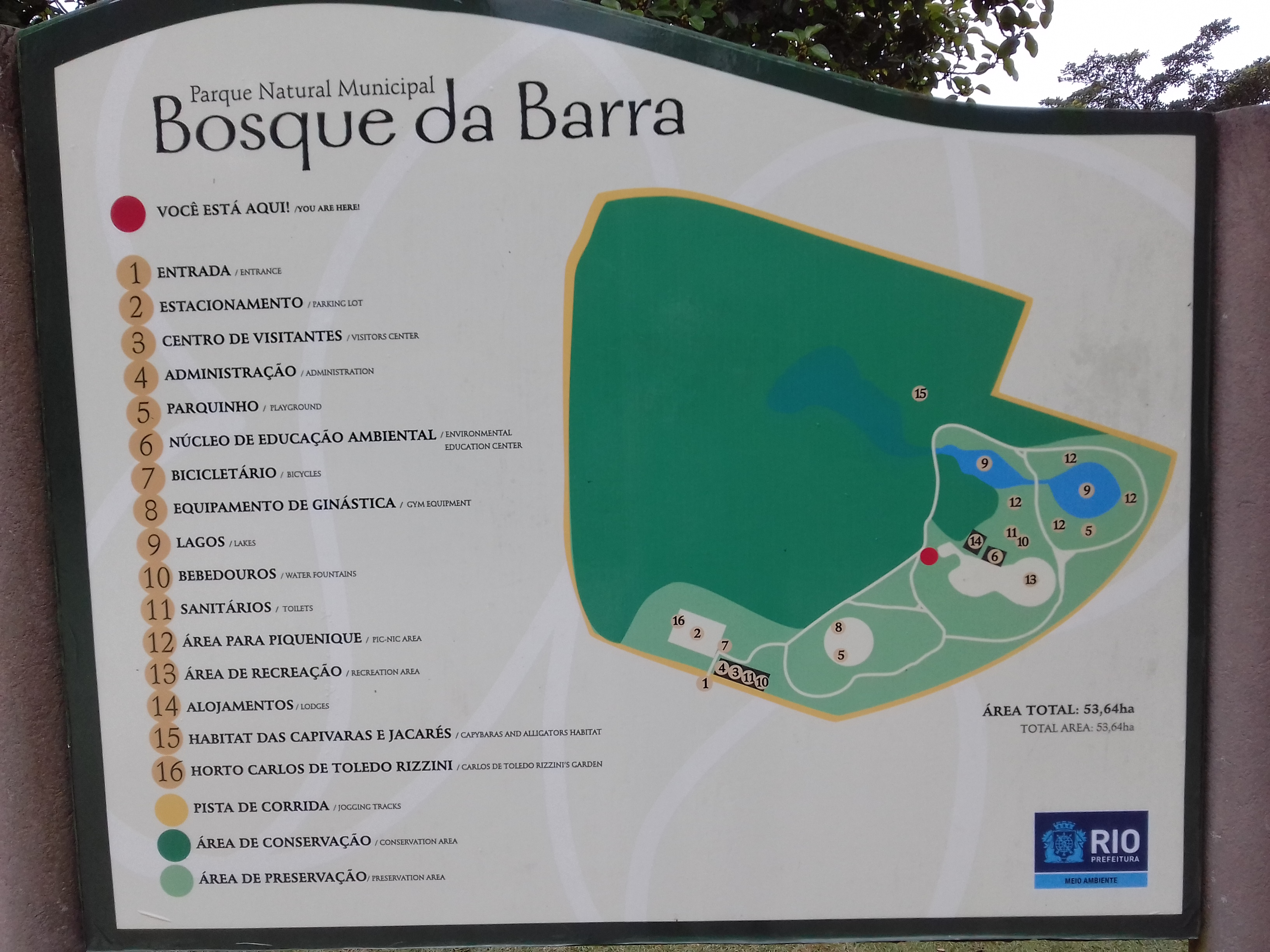
Plan du parc
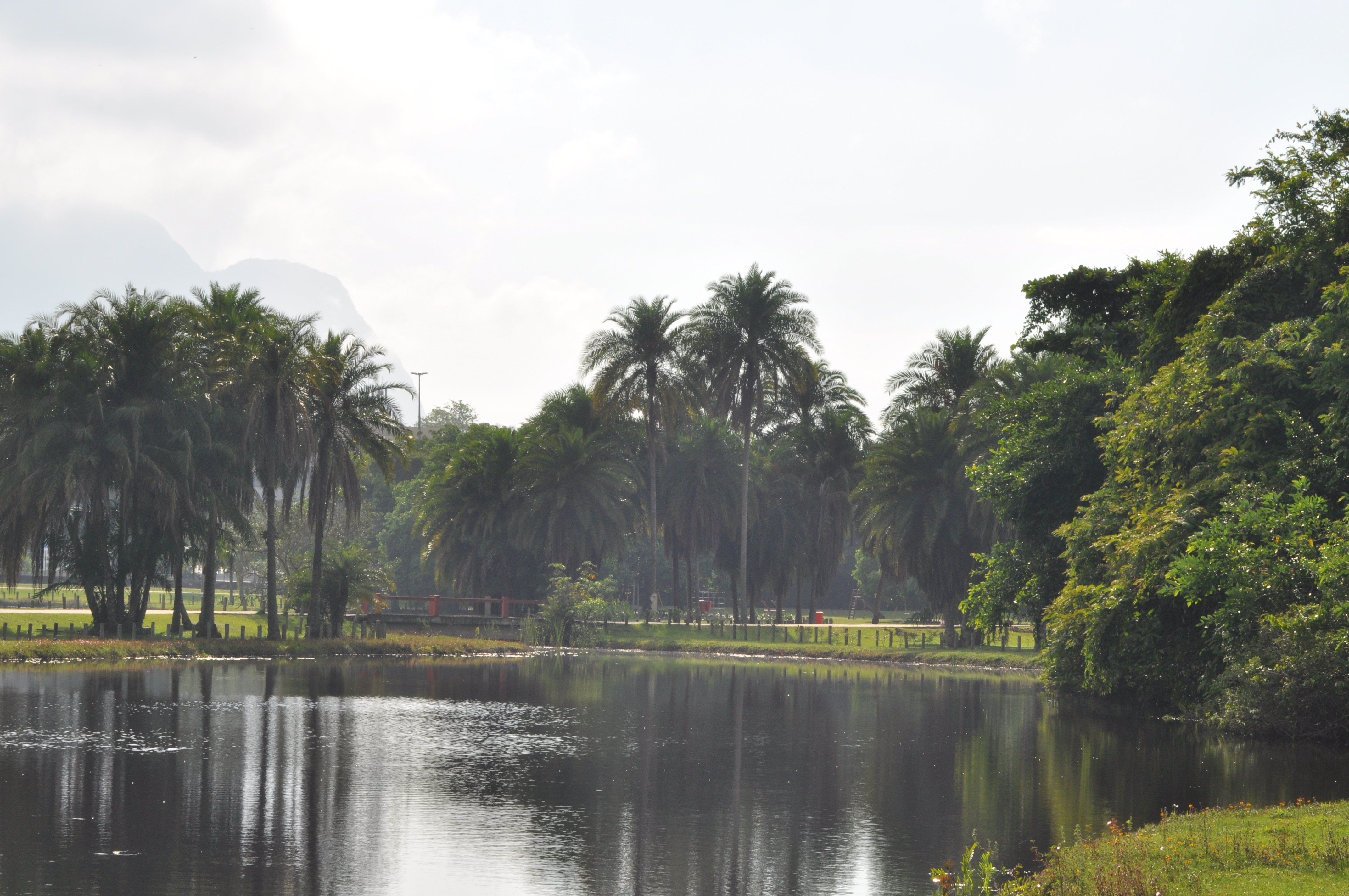
Le lac à l'est du parc

## Source de traduction
- (de) Cet article est partiellement ou en totalité issu de l’article de Wikipédia en allemand intitulé « Bosque da Barra » (voir la liste des auteurs).